# Nayar
Nayar oder Nair (Malayalam നായർ IAST Nāyar) ist der Name einer Hindu-Kshatriya-Jati im südindischen Bundesstaat Kerala. Vor der Eroberung durch die Briten im Jahr 1792 gab es in der Kerala-Region kleine feudale Königshäuser, in denen die Königs- und Fürstenclans, das Militär und die meisten ländlichen Grundbesitzer zur Kaste der Nayar gehörten. Die Nayars sind bekannt für ihre Geschichte als Krieger, insbesondere auch für ihre Kampfkunst, das Kalaripayattu.
Die Nayar-Familien hatten traditionell ein matrilineares Verwandtschaftssystem. Bezüglich der Ehe hatten die Nayars ungewöhnliche Sitten und Gebräuche:

„Nach ihrer Pubertät konnte ein Mädchen oder eine Frau eine Anzahl von sie besuchenden Ehemännern ihrer eigenen oder einer höheren Kaste empfangen. Nayar-Männer durften so viele Frauen von angemessenem Status besuchen wie sie wollten. Frauen wurden von ihrer matrilinearen Gruppe unterhalten, und Väter hatten keine Rechte oder Verpflichtungen in Bezug auf ihre Kinder.
(After puberty the girl or woman could receive a number of visiting husbands of her own or a higher caste. Nāyar men might visit as many women of appropriate rank as they chose. Women were maintained by their matrilineal groups, and fathers had no rights or obligations in regard to their children.)“

Die meisten Nayars tragen als Zunamen den Namen ihrer Großfamilie, des Tharavadu. Dazu werden weitere Nachnamen angefügt, die der Identifikation der Abstammung dienen. Die Könige von Cochin übertrugen den Nayars Fürstentitel wie Achan, Kartha, Kaimal und Mannadiar. Auch der Titel Menon tritt in der Malabar- und Cochin-Gegend auf.
Bis in die Anfänge des 20. Jahrhunderts übten die Nayars ihren Einfluss in der keralesischen Gesellschaft als Feudalherren und Großgrundbesitzer aus. Ihre Position in der Gesellschaft als Kriegerkaste wurde mit der der Samurai im mittelalterlichen Japan verglichen. Die Nayars dominierten in der zivilen, administrativen und militärischen Elite der vor-britischen Ära.
In der nachkolonialen Zeit führte die Landreform zu massiven Verlusten des Landbesitzes der Nayar-Feudalherren, und einige Nayars verarmten buchstäblich über Nacht.